# Curling-Weltmeisterschaft der Damen 2019
Die Curling-Weltmeisterschaft der Damen 2019 (offiziell: LGT World Women’s Curling Championship 2019) fand vom 16. bis 24. März in Silkeborg (Dänemark) im dortigen Sportscenter statt.
Wie im Vorjahr nahmen 13 Mannschaften teil. Jedes Team bestritt insgesamt zwölf Hauptrundenspiele, die beiden besten Teams qualifizierten sich direkt für das Halbfinale. Die Mannschaften auf den Plätzen drei bis sechs spielten die beiden weiteren Halbfinal-Teilnehmer aus.

## Qualifikation
Die folgenden Nationen qualifizierten sich für eine Teilnahme:
- Dänemark (ausrichtende Nation)
- zwei Teams aus der Amerika-Zone
  -  Kanada
  -  Vereinigte Staaten
- die sechs besten Teams der Curling-Europameisterschaft 2018[1]
  -  Deutschland
  -  Lettland
  -  Russland
  -  Schottland
  -  Schweden
  -  Schweiz

- die zwei besten Teams der Curling-Pazifik-Asienmeisterschaft 2018
  -  Japan
  -  Südkorea

- die zwei besten Teams des Qualifikationsturniers vom Januar 2019 in Naseby, Neuseeland[2]
  -  Volksrepublik China
  -  Finnland

## Teams
| Volksrepublik China | Dänemark | Deutschland | Finnland |
| --- | --- | --- | --- |
| Peking Skip: Mei Jie Fourth: Wang Rui Second: Yao Mingyue Lead: Ma Jingyi Alternate: Zhang Lijun                                          | Tårnby CC, Tårnby Skip: Madeleine Dupont Third: Denise Dupont Second: Julie Hoegh Lead: Lina Knudsen Alternate: Gabriella Qvist              | CC Füssen, Füssen Skip: Daniela Jentsch Third: Emira Abbes Second: Klara-Hermine Fomm Lead: Analena Jentsch Alternate Mia Höhne                | Åland CC, Åland Skip: Oona Kauste Third: Eszter Juhasz Second: Mai Salmiovirta Lead: Lotta Immonen Alternate: Marjo Hippi                                      |
| Japan | Kanada | Lettland | Russland |
| Nagano Skip: Seina Nakajima Fourth: Ikue Kitazawa Third: Chiaki Matsumura Lead: Hasumi Ishigooka Alternate: Emi Shimizu                   | Glencoe CC, Calgary Skip: Chelsea Carey Third: Sarah Wilkes Second: Dana Ferguson Lead: Rachel Brown Alternate: Jill Officer                 | Riga Skip: Iveta Staša-Šaršūne Third: Santa Blumberga Second: Leva Krusta Lead: Evelina Barone Alternate: Tina Silina                          | CC Adamant, Sankt Petersburg Skip: Alina Kowaljowa Third: Anastassija Brysgalowa Second: Galina Arsenkina Lead: Ekaterina Kuzmina Alternate: Uljana Wassiljewa |
| Schottland | Schweden | Schweiz | Südkorea |
| Stirling Skip: Sophie Jackson Third: Naomi Brown Second: Mili Smith Lead: Sophie Sinclair Alternate: Lauren Gray                          | Sundybergs CK, Sundbyberg Skip: Anna Hasselborg Third: Sara McManus Second: Agnes Knochenhauer Lead: Sofia Mabergs Alternate: Johanna Heldin | CC Aarau, Aarau Skip: Silvana Tirinzoni Fourth: Alina Pätz Second: Esther Neuenschwander Lead: Melanie Barbezat Alternate: Marisa Winkelhausen | Chuncheon CC, Chuncheon Skip: Kim Min-ji Third: Kim Hye-rin Second: Yang Tae-i Lead: Kim Su-jin                                                                |
| Vereinigte Staaten | | | |
| Four Seasons CC, Blaine Skip: Jamie Sinclair Third: Sarah Anderson Second: Taylor Anderson Lead: Monica Walker Alternate: Vicky Persinger | | | |

## Round Robin Endstand
| Schlüssel | Schlüssel                     |
| --------- | ----------------------------- |
|           | Qualifiziert für die Playoffs |

| Rang | Team                | Skip                | W  | L  | PF | PA | Ends Gewonnen | Ends Verloren | Punktlose Ends | Gestohlene Ends | Treffer %. | DSC   |
| ---- | ------------------- | ------------------- | -- | -- | -- | -- | ------------- | ------------- | -------------- | --------------- | ---------- | ----- |
| 1    | Schweden            | Anna Hasselborg     | 11 | 1  | 92 | 60 | 50            | 41            | 7              | 11              | 85 %       | 22.30 |
| 2    | Südkorea            | Kim Min-ji          | 9  | 3  | 89 | 74 | 52            | 49            | 5              | 15              | 78 %       | 57.45 |
| 3    | Russland            | Alina Kovaleva      | 9  | 3  | 91 | 74 | 55            | 44            | 6              | 13              | 83 %       | 35.55 |
| 4    | Schweiz             | Silvana Tirinzoni   | 8  | 4  | 84 | 71 | 49            | 46            | 8              | 15              | 81 %       | 38.22 |
| 5    | Volksrepublik China | Mei Jie             | 7  | 5  | 95 | 78 | 49            | 48            | 9              | 9               | 80 %       | 41.20 |
| 6    | Japan               | Seina Nakajima      | 6  | 6  | 81 | 77 | 48            | 52            | 3              | 10              | 79 %       | 43.87 |
| 7    | Vereinigte Staaten  | Jamie Sinclair      | 6  | 6  | 88 | 85 | 53            | 53            | 4              | 16              | 76 %       | 50.91 |
| 8    | Kanada              | Chelsea Carey       | 6  | 6  | 73 | 81 | 44            | 51            | 11             | 7               | 81 %       | 34.95 |
| 9    | Deutschland         | Daniela Jentsch     | 5  | 7  | 83 | 90 | 51            | 49            | 5              | 10              | 73 %       | 62.05 |
| 10   | Schottland          | Sophie Jackson      | 4  | 8  | 69 | 87 | 45            | 49            | 12             | 8               | 79 %       | 35.64 |
| 11   | Dänemark            | Madeleine Dupont    | 3  | 9  | 67 | 85 | 48            | 51            | 4              | 12              | 76 %       | 64.18 |
| 12   | Finnland            | Oona Kauste         | 3  | 9  | 68 | 90 | 45            | 52            | 7              | 10              | 73 %       | 57.01 |
| 13   | Lettland            | Iveta Staša-Šaršūne | 1  | 11 | 70 | 98 | 50            | 54            | 3              | 10              | 73 %       | 51.13 |

## Playoffs
|  | Qualifikationsspiele | Qualifikationsspiele | Qualifikationsspiele |  |  | Halbfinale | Halbfinale | Halbfinale |  |  | Finale           | Finale           | Finale           |
|  |                      |                      |                      |  |  |            |            |            |  |  |                  |                  |                  |
|  |                      |                      |                      |  |  | 1          | Schweden   | 6          |  |  |                  |                  |                  |
|  | 3                    | Russland             | 3                    |  |  |            | Japan      | 3          |  |  |                  |                  |                  |
|  | 6                    | Japan                | 11                   |  |  |            |            |            |  |  | Schweden         | 7                |                  |
|  |                      |                      |                      |  |  |            |            |            |  |  | Schweiz          | 8                |                  |
|  |                      |                      |                      |  |  |            | Schweiz    | 5          |  |  |                  |                  |                  |
|  | 4                    | Schweiz              | 7                    |  |  | 2          | Südkorea   | 3          |  |  | Spiel um Platz 3 | Spiel um Platz 3 | Spiel um Platz 3 |
|  | 5                    | Volksrepublik China  | 6                    |  |  |            |            |            |  |  |                  | Japan            | 5                |
|  |                      |                      |                      |  |  |            |            |            |  |  |                  | Südkorea         | 7                |

## Endstand
| Platz | Team                |
| ----- | ------------------- |
| 1     | Schweiz             |
| 2     | Schweden            |
| 3     | Südkorea            |
| 4     | Japan               |
| 5     | Russland            |
| 6     | Volksrepublik China |
| 7     | Vereinigte Staaten  |
| 8     | Kanada              |
| 9     | Deutschland         |
| 10    | Schottland          |
| 11    | Dänemark            |
| 12    | Finnland            |
| 13    | Lettland            |